# Félix Rafael Cárdenas Ravalo
Félix Cárdenas (Bogotà, 14 de novembre de 1972) és un ciclista colombià, professional des del 1998 al 2009.
Del seu palmarès destaquen tres victòries d'etapa de la Volta a Espanya i una del Tour de França del 2001.

## Palmarès
- 1995
  - 1r a la Volta a Boyacá
- 1996
  - 1r al Clàssic RCN
- 2000
  - Vencedor d'una etapa de la Volta a Espanya
  - Vencedor d'una etapa del Tour del Llemosí
- 2001
  - Vencedor d'una etapa del Tour de França
- 2002
  - Vencedor de 2 etapes de la Volta a Colòmbia
  - Vencedor d'una etapa del Giro del Trentino
- 2003
  - Vencedor d'una etapa de la Volta a Espanya i 1r de la classificació de la muntanya
  - Vencedor de 2 etapes de la Volta a Colòmbia
  - Vencedor de 2 etapes de la Volta a Castella i Lleó
  - 1r a la Volta a la Rioja i vencedor d'una etapa
  - Vencedor d'una etapa al Clàssic RCN
  - Vencedor d'una etapa de la Volta Nacional del Oriente Antioqueño
- 2004
  - Vencedor d'una etapa de la Volta a Espanya i 1r de la classificació de la muntanya
  - Vencedor d'una etapa al Clàssic RCN
- 2005
  - 1r a la Volta al Japó i vencedor de 2 etapes
- 2006
  - Vencedor d'una etapa de la Brixia Tour
  - 1r a la Clàssica d'Ordizia
  - 1r al Gran Premi de la indústria i el comerç artesanal de Carnago
- 2007
  - Vencedor d'una etapa del Giro del Cap
- 2008
  - Vencedor d'una etapa al Clàssic RCN
- 2010
  -  Campió de Colòmbia en ruta
  - 1r al Clàssic RCN
- 2011
  - 1r a la Volta a Colòmbia i vencedor d'una etapa
- 2012
  -  Campió de Colòmbia en ruta
  - 1r a la Volta a Colòmbia i vencedor de tres etapes
  - Vencedor d'una etapa de la Volta a Xile
- 2013
  - Vencedor d'una etapa de la Volta a Colòmbia
- 2014
  - Vencedor d'una etapa de la Volta a Colòmbia

### Resultats al Tour de França
- 2001. 61è de la classificació general. Vencedor d'una etapa
- 2007. 106è de la classificació general.
- 2008. Abandona

### Resultats al Giro d'Itàlia
- 2000. 19è de la classificació general.
- 2008. 16è de la classificació general.
- 2009. 66è de la classificació general.

### Resultats a la Volta a Espanya
- 2000. 31è de la classificació general. Vencedor d'una etapa.
- 2001. 95è de la classificació general.
- 2003. 8è de la classificació general. Vencedor d'una etapa i 1r de la classificació de la muntanya
- 2004. 29è de la classificació general. Vencedor d'una etapa i 1r de la classificació de la muntanya